# 鴨川市総合運動施設
鴨川市総合運動施設（かもがわしそうごううんどうしせつ）は千葉県鴨川市太尾にある運動施設。陸上競技場、文化体育館、野球場、ソフトボール場、サッカー場を有する。
1988年（昭和63年）鴨川市条例第11号で設置された、複数の体育施設により設置された。
1984年から2005年まで日本ハムファイターズの秋季キャンプ地として、春季キャンプでも1985年から1996年まで利用している。ファイターズがキャンプをしていた時代は後楽園球場へ鴨川市民170名が毎年招待された。ロッテ・オリオンズが千葉市に移転した後、イースタン・リーグの試合やキャンプ地として利用されている。

## 陸上競技場
1974年に建設された。広さ23,700m2、1周400m、8レーン、メインスタンドの収容人数は1,240人、芝生スタンドの収容人数3,000人。インフィールドは天然芝となっている。1995年7月に改修工事が終了し、いったんは日本陸上競技連盟から第2種陸上競技場に指定されたが、2005年に利用状況などから第3種陸上競技場に指定し直された。その後、2010年におよそ5000万円をかけて改修された。
日本陸上競技連盟より千葉県内には10箇所しかない第3種陸上競技場に指定されている。
鋸南町保健福祉センターとの間で長狭街道駅伝が行われている。

## 文化体育館
鴨川ドームの愛称で呼ばれている。体育館内には人工芝が敷かれている。50m×50m、観客席収容人数は2,500人。
1987年9月25日着工、1988年10月19日に完成した。1989年1月19日にはNHKのど自慢の公開録画が行われた。1990年6月17日の「ちびっ子相撲大会」には若貴ブームを巻き起こしていた若花田、貴花田兄弟が来場した。
1994年3月27日には初代鴨川市長で名誉市民となった島川忠治の合同葬儀を行った。
2005年6月26日には鴨川市と天津小湊町の合併記念式典が行われた。同年8月1日から7日まで千葉きらめき総体のボクシングが行われた。
2008年5月30日から6月2日まで、第50回関東高等学校ボクシング大会が開催された。
2009年11月18日から22日まで、第79回全日本アマチュアボクシング選手権大会が開催された。
2010年の第65回国民体育大会では9月30日から10月4日までボクシングが行われ、名将小林信次郎監督に率いられた千葉県チームが総合優勝を果たしている。

## 野球場
面積16,658m2中堅122m、両翼97.5m。収容人数は内野スタンド1,292人、外野スタンド2,334人。
1984年4月12日に完成。同年11月3日に日本ハムファイターズと読売ジャイアンツによるイースタン・リーグオープン戦が行われた。千葉ロッテマリーンズの二軍によるイースタン・リーグの試合が行われる他、二軍キャンプも行われている。2008年には内野スタンドのベンチが新設され、2009年9月には、14年ぶりのイースタン・リーグの試合となる、千葉ロッテマリーンズ対読売ジャイアンツの試合が行われた。

## ソフトボール場
1985年（昭和60年）に完成した。面積5,139.2m2、中堅70m、両翼70m。

## サッカー場
1996年に完成した。100m×65m、天然芝。JFL、日本女子サッカーリーグの試合やジェフユナイテッド千葉のリザーブチームの試合が行われたこともある。

## 交通アクセス
- 安房鴨川駅から徒歩30分[20]
- 館山自動車道君津インターチェンジから40分または鋸南保田インターチェンジから30分